# Athanasia viridis
Athanasia viridis là một loài thực vật có hoa trong họ Cúc. Loài này được Källersjö mô tả khoa học đầu tiên năm 1991.